# Daniel Ovejero
Daniel Ovejero (Ciudad de Salta, 1864 - San Salvador de Jujuy, 24 de noviembre de 1919) fue un abogado y político salteño que desarrolló una destacada carrera política en la vecina Jujuy alcanzando la gobernación de esa provincia.

## Biografía
Daniel Ovejero nació en la ciudad de Salta en 1864, hijo de Daniel Ovejero Ortíz y de Elisa de Tezanos Pinto Beéche.
Tras recibirse de abogado en la Universidad de Buenos Aires en 1892, pasó a San Salvador de Jujuy. 
En 1893 fue elegido diputado ante la Legislatura provincial en representación del departamento de Ledesma y designado vicepresidente primero de la Cámara en 1894. 
Ese mismo año, aún en mandato, fue designado presidente de la Comisión Municipal durante el gobierno de Julián Aguirre.
En 1896 fue elegido Diputado Nacional por la provincia de Jujuy. El 11 de abril de 1900, finalizado su mandato, fue designado Ministro General de Gobierno por el gobernador Sergio Alvarado, manteniendo el cargo hasta el 1 de mayo de 1901, cuando fue nombrado Conjuez del Superior Tribunal.
El 10 de agosto de 1904 fue nombrado ministro por el gobernador Manuel Bertrés. Durante su gestión se dictaron nuevos códigos de procedimientos en lo civil y penal. El 15 de enero de 1907 dejó su cargo para atender su candidatura a la gobernación.
El 23 de marzo de 1907 fue elegido gobernador de la provincia, tomando posesión del cargo el 1 de mayo de ese año. Su vicegobernador era Teófilo Sánchez de Bustamante Sarmiento. Durante su mandato se inició la construcción del actual Palacio de Gobierno, financiada con un empréstito de un millón de pesos.
El 30 de diciembre de 1907 llegó a La Quiaca la primera locomotora destinada al nuevo ferrocarril que uniría la provincia con Bolivia. El 27 de agosto de 1907 las vías habían llegado a Tres Cruces, alcanzaban Abra Pampa el 10 de diciembre de 1907 y La Quiaca el 5 de mayo de 1908. Ese mes quedaba así habilitado el servicio ferroviario.
En 1908 su apoyo al presidente Figueroa Alcorta lo distanció del senador Domingo Teófilo Pérez y fundó con Cástulo Aparicio el Partido Democrático, escisión del Partido Autonomista Nacional, que lo apoyó en la última etapa de su gobierno.
Antes de finalizar su mandato viajó a la ciudad de Buenos Aires, donde acordó con los autonomistas la candidatura única para su sucesión del senador Sergio Alvarado y el apoyo conjunto a la candidatura presidencial de Roque Sáenz Peña.
Del 5 de febrero de 1915 al 6 de septiembre de 1916 fue ministro del gobernador teniente coronel Pedro J. Pérez. Habiendo asumido en esa fecha su sucesor Mariano Valle, Ovejero fue confirmado en su puesto, que mantuvo hasta el 24 de diciembre de 1917, cuando cesó ante la intervención de la provincia por el gobierno nacional.
Murió en la ciudad de Salta en 1921. Había casado con Liboria Villafañe Chaves (hija de Benjamín Villafañe Bazán) con quien tuvo un hijo, Daniel Ovejero Villafañe (1894-1964), abogado y legislador.